# Wohn- und Wirtschaftsgebäude Stelle 5

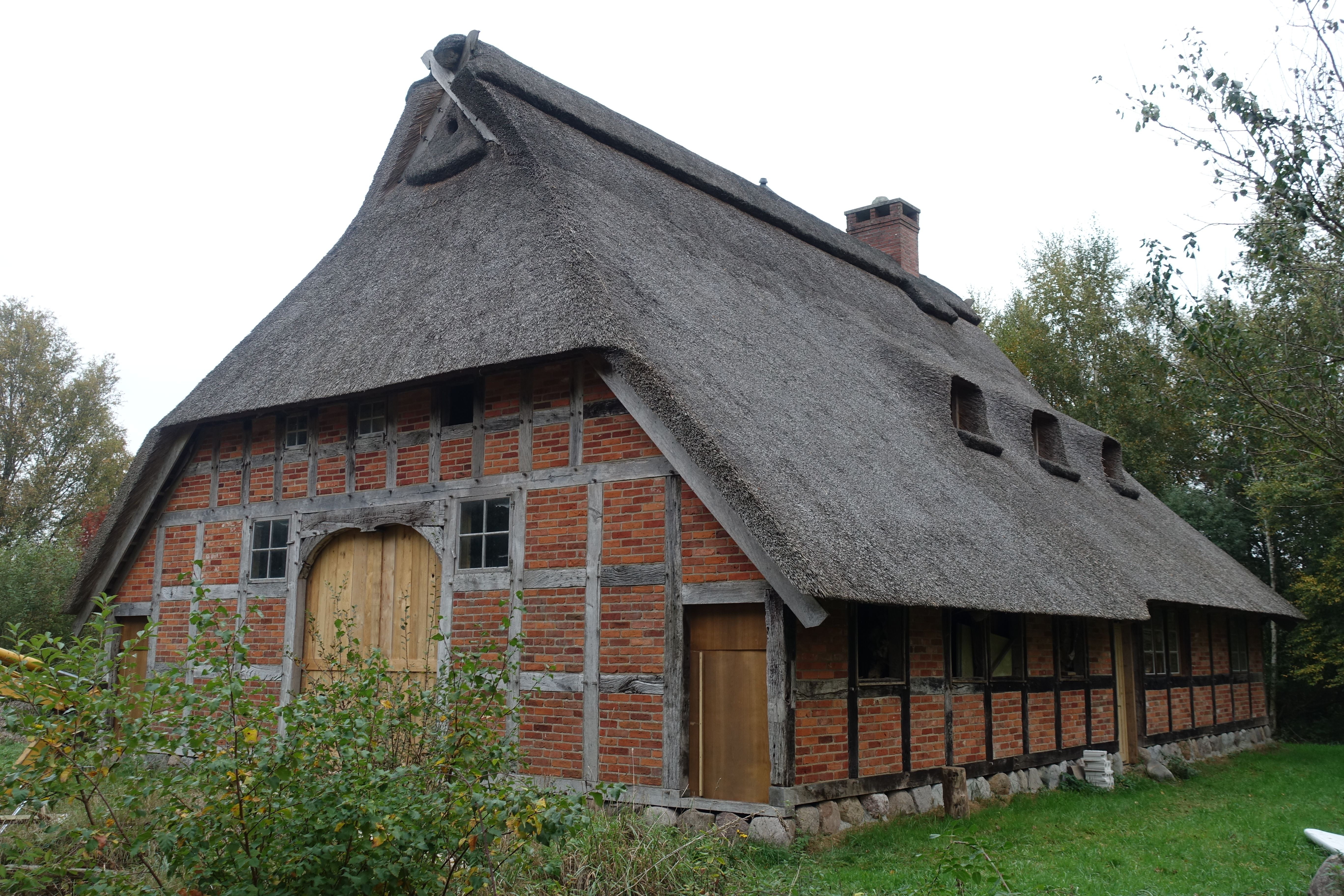
Südwest- und Südostfassade (2022)

Das Wohn- und Wirtschaftsgebäude Stelle 5 am Grenzgraben Allerdorf-Stellenfelde in der niedersächsischen Gemeinde Hellwege, Ortsteil Stelle, wurde am Ende des 18. Jahrhunderts gebaut. Aktuell (2025) wird es zum Wohnen genutzt.
Das Gebäude steht unter Denkmalschutz (siehe auch Liste der Baudenkmale in Hellwege).

## Geschichte und Beschreibung
Stelle gehört zur heutigen Samtgemeinde Sottrum im Landkreis Rotenburg (Wümme).
Das eingeschossige traufständige (zur Straße) Gebäude als Zweiständer-Hallenhaus auf einem Feldsteinsockel in regelmäßigem Fachwerk mit Steinausfachungen, reetgedecktem Krüppelwalmdach, Gauben, Niedersachsengiebel mit Uhlenloch, Pferdeköpfen und der Grooten Door mit Korbbogen, wurde 1793 (Inschrift) gebaut.
Das Landesdenkmalamt befand u. a.: „… ein regionstypisches Hallenhaus der Zeit um 1800 in Zweiständerkonstruktion ….“